# Ґодзьонткув
Ґодзьонткув (пол. Godziątków) — село в Польщі, у гміні Блізанув Каліського повіту Великопольського воєводства.
Населення — 259 осіб (2011).
У 1975-1998 роках село належало до Каліського воєводства.

## Демографія
Демографічна структура станом на 31 березня 2011 року:
|          | Загалом | Допрацездатний вік | Працездатний вік | Постпрацездатний вік |
| -------- | ------- | ------------------ | ---------------- | -------------------- |
| Чоловіки | 140     | 32                 | 99               | 9                    |
| Жінки    | 119     | 15                 | 80               | 24                   |
| Разом    | 259     | 47                 | 179              | 33                   |